# Seiko Matsuda Concert Tour 2023 "Parade" at NIPPON BUDOKAN
『Seiko Matsuda Concert Tour 2023 "Parade" at NIPPON BUDOKAN』（セイコ・マツダ・コンサート・ツアー・2023・パレード・アット・ニッポン・ブドウカン）は、松田聖子のライブ・ビデオ。2024年5月8日発売。発売元は ユニバーサルミュージック。

## 解説
2023年に全国5都市・12公演にわたり開催されたコンサートツアーから、2023年8月20日に行われた通算125回目の日本武道館の公演の模様を収録。例年よりも映像化の発表が遅れ、発売がツアーの一年後となった。
DVDの初回限定盤には前作同様にライブ・アルバムが同梱され、Blu-ray Discの初回限定盤は52ページのフォトブックが封入される。DVD・Blu-ray Disc共に、初回限定盤と通常盤の2形態、合計4形態で発売。
当日はアコースティックコーナー終了後に、観客からのリクエストで「瞳はダイアモンド」が演奏されたが収録されていない。
収録される公演以外では、アコースティックコーナーに「花一色 ～野菊のささやき～」と日替わりで「夏服のイヴ」が演奏された他、公演によっては「時間旅行」や「セイシェルの夕陽」が演奏された。

## 収録曲

### DVD・Blu-ray Disc
1. Rock'n Rouge
2. 時間の国のアリス
セルフカバーバージョンが発表されて以降初めてツアーでサブタイトルが外された。
3. 秘密の花園
4. 渚のバルコニー
5. チェリーブラッサム 2021
6. Marrakech～マラケッシュ～
7. Strawberry Time
8. あなたに逢いたくて〜Missing You〜
9. Rock'n’ roll Good-bye
SEIKO MATSUDA COUNT DOWN LIVE PARTY 2008-2009以来14年ぶりの演奏。
10. Je t'aime
SEIKO MATSUDA Count Down Live Party 2011-2012以来11年ぶりの演奏。
11. 小麦色のマーメイド
12. SWEET MEMORIES
13. 花一色 ～野菊のささやき～
ライブ初演奏
14. Kimono Beat
Seiko Matsuda COUNT DOWN LIVE PARTY 2009-2010以来13年ぶりの演奏。
15. 赤いスイートピー
16. 青い珊瑚礁 〜Blue Lagoon〜
17. 裸足の季節
夏の扉までメドレー
18. 風は秋色
19. ハートのイアリング
20. 素敵にOnce Again
21. ピンクのモーツァルト
22. 天使のウィンク
23. 夏の扉

Encore
1. SQUALL
2. 大切なあなた

### CD (DVD初回特典盤のみ)
1. Rock'n Rouge
2. 渚のバルコニー
3. チェリーブラッサム 2021
4. Marrakech ～マラケッシュ～
5. あなたに逢いたくて ～Missing You～
6. 裸足の季節
7. 風は秋色
8. ハートのイアリング
9. 素敵にOnce Again
10. 天使のウィンク